# Arctornis camurisquama
Arctornis camurisquama är en fjärilsart som beskrevs av Collenette 1932. Arctornis camurisquama ingår i släktet Arctornis och familjen tofsspinnare. Inga underarter finns listade i Catalogue of Life.